# Ostedes tuberculata
Ostedes tuberculata är en skalbaggsart som först beskrevs av Maurice Pic 1925.  Ostedes tuberculata ingår i släktet Ostedes och familjen långhorningar. Inga underarter finns listade i Catalogue of Life.